# 居斯特罗
居斯特罗（德語：Güstrow，發音：[ˈɡʏstʁoː] ⓘ）是德国梅克伦堡-前波美拉尼亚州罗斯托克县的城市，也是罗斯托克县的县治，面积71.09平方千米，2023年12月31日人口为29,582人。

## 历史
居斯特罗第一次被提及是在1228年。据说是由萨克森公爵狮子亨利的孙子建立的。14世纪，居斯特罗成为梅克伦堡公爵的避暑胜地。1520年，居斯特罗成为梅克伦堡-居斯特罗公国的首都。1695年，最后一任梅克伦堡-居斯特罗公爵去世，公国灭亡，居斯特罗成为梅克伦堡-什未林公国的一部分。

## 友好城市
- 德国 克龙斯哈根（1992年）
- 波蘭 格雷菲采（1997年）
- 德国 新维德（1989年）
- 丹麦 里伯（1991年）
- 法國 伊韦特河畔比尔（2022年）
- 芬兰 瓦尔凯阿拉（2009年）